# Night of the Demons (película de 2009)
Night of the Demons es una película de terror estadounidense de 2009 y una nueva versión de la película del mismo nombre de 1988. Fue dirigida por Adam Gierasch, quien también coescribió el guion con Jace Anderson, y está protagonizada por Edward Furlong, Monica Keena, Bobbi Sue Luther, Shannon Elizabeth, Diora Baird y Michael Copon.

## Argumento
La película empieza en 1925, con escenas de sangre y demonios. Evangeline Broussard se prepara para colgarse de su balcón cuando la detiene un hombre, que intenta asegurarle que él es realmente Louis y que ella no debería ahorcarse. Evangeline lo llama mentiroso, luego salta, se cuelga, y también hace que se decapite y su cabeza salte por las escaleras. Louis mira por el balcón, mientras sus ojos cambian a un tono demoníaco de naranja.
La película se traslada luego al día de hoy: una chica llamada Maddie va a una fiesta celebrada por Angela Feld con sus amigas Lily y Suzanne. Ella se da cuenta de que su exnovio, Colin, está allí, traficando drogas. También está el exnovio de Lily, Dex, y su amigo Jason. En la fiesta, Angela hace que todos se vuelvan locos, ya que debe ganar dinero con la fiesta o tendrá que vivir en las calles. Lily y Dex finalmente se reúnen, mientras que Suzanne se emborracha. Maddie va al baño, solo para que una mano la agarre por el espejo. Ellos lo consideran un truco elaborado colocado por Angela.
La policía irrumpe en la fiesta. Presa del pánico, Colin mete sus drogas en una rejilla para ocultarlas de la policía antes de irse. Maddie, Lily, Dex y Jason se van con el resto, dejando a Angela molesta sola en la casa. Después de un rato, el grupo regresa, incapaz de encontrar a Suzanne, quien se revela que se ha desmayado. Colin regresa por sus drogas y con Angela, va al sótano a buscarlas. La pareja encuentra una puerta oculta y Angela comenta que la casa está llena de habitaciones ocultas, incluido un túnel que conduce a la siguiente finca. Entran en la habitación y encuentran seis esqueletos. Angela supone que los esqueletos son los restos de los invitados a la fiesta de Evangeline Broussard.
Uno de los esqueletos muerde la mano de Angela, lo que la hace sentirse mareada. Colin intenta salir de la casa, solo para descubrir que la puerta está cerrada con llave. Mientras todos planean esperar toda la noche, Suzanne detalla cómo supuestamente Evangeline practicaba magia negra con la esperanza de que atrajera la atención de Louis, solo para que esa magia saliera mal durante una sesión espiritista. La única persona que se encontró con vida fue la criada, que fue encontrada escribiendo hechizos en las paredes de su cuarto, ya que se había vuelto loca por los eventos de la noche.
Angela sucumbe lentamente a la mordedura del esqueleto y se convierte en un demonio. Ella regresa con el grupo, que está participando en un juego de girar la botella. Angela infecta a Dex besándolo. Lily, enojada, lleva a Dex a una habitación cercana, donde la pareja tiene relaciones sexuales. Dex se transforma en un demonio e infecta a Lily. Luego Angela intenta seducir a los demás, mientras que Maddie, Jason y Colin salen para buscar otra salida, pero no pueden. Angela seduce con éxito a Suzanne y luego le arranca los senos y la cara, convirtiéndola en un demonio. Jason ve a Lily presionando su lápiz de labios en su pecho y luego expulsándolo a través de su vagina. Advierte a los demás, que no le creen, hasta que una Suzanne demoníaca los ataca. Deciden salir por el túnel de escape de la casa y en su camino, se arman con una pistola y una barra de metal. 
El grupo descubre que el túnel se ha derrumbado antes de ser atacados por Lily y Dex. Se las arreglan para defenderse de los demonios, pero Jason es herido. Los sobrevivientes corren escaleras arriba y atienden la lesión de Jason. Se dan cuenta de que no solo están en el cuarto de la criada, sino que los símbolos aun permanecen en las paredes. Descubren que los demonios están intentando apoderarse de siete huéspedes humanos para ser liberados sobre la tierra, habiendo sido expulsados del infierno por intentar usurpar el gobierno de Satanás. Los demonios habían engañado a Evangeline para que organizara la fiesta para que así pudieran poseer a los invitados. Los demonios no pueden apoderarse de un cadáver, por lo que Evangeline se ahorcó. También descubren que a los demonios no les gusta el óxido, y descubren que pueden usarlo como un arma.
Mientras los hombres se duermen, Angela se burla de Maddie pero no puede entrar a la habitación debido a los hechizos. Las paredes comienzan a derramarse con sangre, lavando los hechizos. El trío intenta volver a dibujar los hechizos, pero son atraídos fuera de la habitación cuando los demonios falsifican la luz del día en las ventanas y los demonios los atacan. Maddie y Colin se apresuran a volver a la habitación, y Jason es atrapado y destripado por Angela, convirtiéndolo en un demonio.
Mientras planean esperar en la habitación hasta el amanecer, Colin cae a través de las tablas del piso podridas, cayendo muchos pisos en el sótano. Maddie baja una cuerda hasta el sótano para ayudarlo, pero Collin ahora es un demonio. Maddie logra regresar a la habitación de la criada y lucha contra los demonios. Se dirige hacia el balcón, donde ata una cuerda al cuello y salta, aparentemente colgándose. Cuando el sol sale, los demonios son eliminados. Maddie revela que ella solo fingió colgarse, después de haberse atado la cuerda alrededor de la cintura, y los demonios simplemente asumieron que estaba muerta. Finalmente, Maddie es capaz de salir por las puertas hacia su libertad.

## Reparto
- Shannon Elizabeth como Angela Feld.
- Monica Keena como Maddie Curtis.
- Diora Baird como Lily Thompson.
- Bobbi Sue Luther como Suzanne Reed.
- John F. Beach como Jason Rogers.
- Michael Copon como Dex Thrilby.
- Edward Furlong como Colin Levy.
- Tiffany Shepis como Diana.
- Jamie Harris como Nigel.
- Linnea Quigley como Bailarina (cameo).

## Producción
El rodaje se llevó a cabo en Nueva Orleans en octubre de 2008. Hay varias diferencias entre la película original y la nueva versión, siendo el más notable el cambio en la ubicación y una trama actualizada. Linnea Quigley, quien protagonizó la película original como Suzanne, tiene un cameo en esta película. Los efectos especiales fueron creados por Drac Studios.

## Lanzamiento
La película se estrenó originalmente en el Reino Unido como un lanzamiento limitado en agosto de 2009, con planes de estrenarla en América del Norte en octubre del mismo año; sin embargo, informes de noticias posteriores indicaron que la película se postergaría para una fecha de lanzamiento tentativa para el 23 de septiembre de 2010.
En junio de 2010, se anunció que Night of the Demons se lanzaría directamente a DVD y Blu-ray el 19 de octubre de 2010 en lugar de un estreno en salas de cine. La película se estrenó en este formato conteniendo extras como un comentario de audio con el equipo de filmación, un documental sobre la realización de la película y una aparición de Comic-Con.

## Recepción
La recepción crítica ha sido mayormente negativa, y el agregador de comentarios Rotten Tomatoes calificó la película con un 31% de «podrido» según 16 comentarios. Dread Central dio una crítica mixta para la nueva versión, diciendo: «Es descarada, ruidosa y sexy, pero algunas fallas muy obvias desafortunadamente derriban la película. Al final, todavía es un viaje divertido ... y ciertamente vale la pena verlo en una noche en la que prefieres desconectar el cerebro y tomar unas copas antes que lidiar con algo más cerebral». La película fue un fracaso de taquilla, recaudando $ 64 000 contra un presupuesto de $ 10 millones.

## Secuela
En junio de 2013, Tenney anunció que estaban en marcha los planes para crear una secuela de la película de 2009, titulada After Party. Gierasch no regresaría como director, y Anthony Hickox en cambio dirigiría la película. Se lanzó una campaña de Kickstarter con un objetivo de $ 250 000, pero no tuvo éxito. La trama proyectada para After Party se centraba en el personaje de Diana, una de las antiguas amigas y asociadas de Angela, que organizaría una fiesta en la misma mansión y sería poseída por la ahora demoníaca Angela.